# Grand Prix automobile du Brésil 2019
GP précédent GP suivant
Le Grand Prix automobile du Brésil 2019 (Formula 1 Heineken Grande Prêmio do Brazil 2019), disputé le 17 novembre 2019 sur l'Autodromo José Carlos Pace, est la 1017e épreuve du championnat du monde de Formule 1 courue depuis 1950. Il s'agit de la 47e édition du Grand Prix du Brésil comptant pour le championnat du monde de Formule 1, la trente-huitième courue sur l'Autodrome José Carlos Pace d'Interlagos et de la vingtième manche du championnat 2019.
En dominant les trois phases des qualifications, Max Verstappen obtient la deuxième pole position de sa carrière, après celle du Grand Prix de Hongrie 2019. En Q3, lors de son deuxième tour lancé, il est le seul pilote à améliorer son temps, offrant à Red Bull Racing son 62e départ en tête et le premier au Brésil pour le motoriste Honda depuis Ayrton Senna en 1991. En première ligne, il devance Sebastian Vettel de 123 millièmes de seconde ; les Mercedes de Lewis Hamilton et Valtteri Bottas, partent en deuxième ligne. Charles Leclerc, auteur du quatrième temps mais pénalisé en raison du changement de son moteur V6, recule de dix places. En troisième ligne, Alexander Albon est accompagné de Pierre Gasly ; Romain Grosjean et Kimi Räikkönen, en quatrième ligne, précèdent Kevin Magnussen et Lando Norris qui a réalisé le onzième temps.
Max Verstappen remporte sa troisième victoire de la saison, la huitième de sa carrière, notamment en dépassant deux fois Lewis Hamilton, à la sortie des stands après son premier arrêt du vingt-et-unième tour et sur une relance consécutive à la sortie de la voiture de sécurité au cinquante-neuvième tour. Le motoriste Honda obtient son meilleur résultat depuis son retour en 2015 et son premier doublé depuis le Grand Prix du Japon 1991 grâce la deuxième place de Pierre Gasly qui monte sur son premier podium en Formule 1 (le troisième de la Scuderia Toro Rosso) pour son quarante-sixième départ. Carlos Sainz Jr., parti dernier, finit troisième après de nombreux dépassements et obtient également son premier podium, après cent-un Grands Prix, comblant un trou de plus de cinq ans pour son écurie McLaren. 
La course s'anime et devient imprévisible à partir du cinquante-et-unième tour, avec l'abandon à cause d'une surchauffe moteur de Valtteri Bottas qui provoque la sortie de la voiture de sécurité. Verstappen en profite pour effectuer son deuxième arrêt au stand ; il repart derrière Hamilton qu'il double dès la relance. Alexander Albon suit en troisième position, devant les Ferrari qui se battent pour le gain de la quatrième place. Au soixante-cinquième tour, Charles Leclerc dépasse  Sebastian Vettel dans les esses de Senna mais ce dernier, qui bénéficie de l'avantage procuré par son aileron arrière mobile dans la ligne droite opposée, déboîte et revient à sa hauteur : les deux SF90 se touchent, crèvent et abandonnent de concert, provoquant une seconde sortie de la voiture de sécurité. Verstappen gère parfaitement la relance et s'envole vers la victoire. Il observe trois arrêts au stand, comme Hamilton qui roule derrière Albon (sur une stratégie à deux arrêts) proche d'offrir un doublé Red Bull. À deux tours de l'arrivée, Hamilton attaque le pilote thaïlandais et l'envoie en tête-à-queue et hors des points. Pierre Gasly, longtemps en sixième position, en embuscade après l'abandon des Ferrari, se faufile alors devant Hamilton puis lui résiste grâce à son boost moteur dans la dernière ligne droite, franchissant la ligne d'arrivée avec seulement 62 millièmes de seconde d'avance. Mais Hamilton est ensuite pénalisé pour son dépassement raté sur Albon et rétrograde au septième rang.  Carlos Sainz Jr., parti dernier sur la grille et n'ayant observé qu'un seul arrêt, récupère la troisième place et un premier podium qu'il ne voit pas ; celui-ci ayant été fêté avec Verstappen, Gasly et Hamilton. 
Les différentes stratégies, les choix de pneumatiques, les deux sorties de la voiture de sécurité permettent aux pilotes Alfa Romeo de prendre les quatrième et cinquième places, Kimi Räikkönen devant Antonio Giovinazzi qui obtient le meilleur résultat de sa carrière. Aileron cassé après un accrochage avec Kevin Magnussen au neuvième tour et reparti dernier, Daniel Ricciardo termine sixième. Les McLaren et les Toro Rosso finissent dans les points avec Lando Norris huitième et Daniil Kvyat dixième, la neuvième place revenant à Sergio Pérez. 
Au classement du championnat des pilotes, derrière le champion Lewis Hamilton (387 points) et son dauphin Valtteri Bottas (314 points), Max Verstappen (260 points) prend une option sur la troisième place, devant Charles Leclerc (249 points) et Sebastian Vettel (230 points) qui, faute d'avoir marqué, ne peut plus prétendre au podium du championnat. Pierre Gasly est sixième, à égalité de points avec le septième, Carlos Sainz (95 points). Suivent Alexander Albon (84 points), Daniel Ricciardo (54 points) et Sergio Pérez, dixième avec 46 points. Le podium définitif des constructeurs est composé du champion Mercedes Grand Prix (701 points), de la Scuderia Ferrari (479 points) et de Red Bull Racing (391 points). McLaren quatrième (140 points) est désormais hors d'atteinte de Renault (91 points) alors que Toro Rosso (83 points) remonte au sixième rang et distance Racing Point (67 points). Alfa Romeo porte son total à 57 unités devant Haas (28 points) et Williams (1 point) qui ferme la marche. 

## Contexte avant le Grand Prix
Cette course ne présente aucun enjeu, si ce n'est augmenter le compte de victoires de celui qui l'emportera, ainsi que pour les places d'honneur dans les deux classements. Mercedes Grand Prix est champion des constructeurs pour la sixième fois consécutive depuis le Grand Prix du Japon et le podium est scellé avec la Scuderia Ferrari deuxième, suivie par Red Bull Racing.  Lewis Hamilton a remporté pour la sixième fois le titre chez les pilotes deux semaines plus tôt au Grand Prix des États-Unis, son coéquipier Valtteri Bottas est vice-champion du monde, mais la troisième place reste en jeu entre Charles Leclerc, Max Verstappen et Sebastian Vettel. Chez les constructeurs, McLaren tient la quatrième place avec 121 points, Renault est à 38 points, et garde encore un mince espoir de dépasser l'écurie britannique.

## Pneus disponibles
| Pneus pour piste sèche | Pneus pour piste sèche | Pneus pour piste sèche | Pneus pluie    | Pneus pluie |
| ---------------------- | ---------------------- | ---------------------- | -------------- | ----------- |
| Durs (Type C1)         | Médiums (Type C2)      | Tendres (Type C3)      | Intermédiaires | Pluie       |

## Essais libres

### Première séance, le vendredi de 11 h à 12 h 30
| Pos. | Pilote           | Voiture         | Chrono         | Écart     |
| ---- | ---------------- | --------------- | -------------- | --------- |
| 1    | Alexander Albon  | Red Bull-Honda  | 1 min 16 s 142 |           |
| 2    | Valtteri Bottas  | Mercedes        | 1 min 16 s 693 | + 0 s 551 |
| 3    | Sebastian Vettel | Ferrari         | 1 min 17 s 041 | + 0 s 899 |
| 4    | Charles Leclerc  | Ferrari         | 1 min 17 s 285 | + 1 s 143 |
| 5    | Carlos Sainz Jr. | McLaren-Renault | 1 min 17 s 786 | + 1 s 644 |
| 6    | Nico Hülkenberg  | Renault         | 1 min 17 s 899 | + 1 s 757 |

- Nicholas Latifi, pilote-essayeur chez Williams F1 Team, remplace Robert Kubica lors de cette séance d'essais[3],[4].
- Cette séance démarre sous l'averse et les pilotes tournent tout d'abord en pneus « pleine pluie ». La trajectoire s'asséchant, Alexander Albon réalise le meilleur temps en gommes intermédiaires à environ neuf secondes de la pole position de Lewis Hamilton en 2018. À cinq minutes de la fin, les voitures repartent en pneus lisses mais la trajectoire n'est pas sèche partout ; Albon perd le contrôle de sa Red Bull et l'écrase dans les protections, ce qui provoque l'interruption définitive de la séance sur drapeau rouge[5].

### Deuxième séance, le vendredi de 15 h à 16 h 30
| Pos. | Pilote           | Voiture        | Chrono         | Écart     |
| ---- | ---------------- | -------------- | -------------- | --------- |
| 1    | Sebastian Vettel | Ferrari        | 1 min 09 s 217 |           |
| 2    | Charles Leclerc  | Ferrari        | 1 min 09 s 238 | + 0 s 021 |
| 3    | Max Verstappen   | Red Bull-Honda | 1 min 09 s 351 | + 0 s 134 |
| 4    | Valtteri Bottas  | Mercedes       | 1 min 09 s 373 | + 0 s 156 |
| 5    | Lewis Hamilton   | Mercedes       | 1 min 09 s 440 | + 0 s 223 |
| 6    | Kevin Magnussen  | Haas-Ferrari   | 1 min 10 s 143 | + 0 s 926 |

- En pneus tendres, Sebastian Vettel réalise le meilleur temps d'une séance qui se déroule sur une piste sèche ; seuls 156 millièmes de seconde séparent les quatre meilleurs temps[7].

### Troisième séance, le samedi de 12 h à 13 h 30
| Pos. | Pilote           | Voiture        | Chrono         | Écart     |
| ---- | ---------------- | -------------- | -------------- | --------- |
| 1    | Lewis Hamilton   | Mercedes       | 1 min 08 s 320 |           |
| 2    | Max Verstappen   | Red Bull-Honda | 1 min 08 s 346 | + 0 s 026 |
| 3    | Charles Leclerc  | Ferrari        | 1 min 08 s 611 | + 0 s 291 |
| 4    | Sebastian Vettel | Ferrari        | 1 min 08 s 664 | + 0 s 344 |
| 5    | Alexander Albon  | Red Bull-Honda | 1 min 09 s 136 | + 0 s 816 |
| 6    | Valtteri Bottas  | Mercedes       | 1 min 09 s 201 | + 0 s 881 |

## Séance de qualifications

### Résultats des qualifications
| Pos.                                                                                      | Pilote             | Écurie                    | Qualifications 1 | Qualifications 2 | Qualifications 3 |
| ----------------------------------------------------------------------------------------- | ------------------ | ------------------------- | ---------------- | ---------------- | ---------------- |
| 1                                                                                         | Max Verstappen     | Red Bull-Honda            | 1 min 08 s 242   | 1 min 07 s 503   | 1 min 07 s 508   |
| 2                                                                                         | Sebastian Vettel   | Ferrari                   | 1 min 08 s 556   | 1 min 08 s 050   | 1 min 07 s 631   |
| 3                                                                                         | Lewis Hamilton     | Mercedes                  | 1 min 08 s 614   | 1 min 08 s 088   | 1 min 07 s 699   |
| 4                                                                                         | Charles Leclerc    | Ferrari                   | 1 min 08 s 496   | 1 min 07 s 888   | 1 min 07 s 728   |
| 5                                                                                         | Valtteri Bottas    | Mercedes                  | 1 min 08 s 545   | 1 min 08 s 232   | 1 min 07 s 874   |
| 6                                                                                         | Alexander Albon    | Red Bull-Honda            | 1 min 08 s 503   | 1 min 08 s 117   | 1 min 07 s 935   |
| 7                                                                                         | Pierre Gasly       | Toro Rosso-Honda          | 1 min 08 s 909   | 1 min 08 s 770   | 1 min 08 s 837   |
| 8                                                                                         | Romain Grosjean    | Haas-Ferrari              | 1 min 09 s 197   | 1 min 08 s 705   | 1 min 08 s 854   |
| 9                                                                                         | Kimi Räikkönen     | Alfa Romeo-Ferrari        | 1 min 09 s 276   | 1 min 08 s 858   | 1 min 08 s 984   |
| 10                                                                                        | Kevin Magnussen    | Haas-Ferrari              | 1 min 08 s 875   | 1 min 08 s 803   | 1 min 09 s 037   |
| 11                                                                                        | Lando Norris       | McLaren-Renault           | 1 min 08 s 891   | 1 min 08 s 868   |                  |
| 12                                                                                        | Daniel Ricciardo   | Renault                   | 1 min 09 s 086   | 1 min 08 s 903   |                  |
| 13                                                                                        | Antonio Giovinazzi | Alfa Romeo-Ferrari        | 1 min 09 s 175   | 1 min 08 s 919   |                  |
| 14                                                                                        | Nico Hülkenberg    | Renault                   | 1 min 09 s 050   | 1 min 08 s 921   |                  |
| 15                                                                                        | Sergio Pérez       | Racing Point-BWT Mercedes | 1 min 09 s 288   | 1 min 09 s 035   |                  |
| 16                                                                                        | Daniil Kvyat       | Toro Rosso-Honda          | 1 min 09 s 320   |                  |                  |
| 17                                                                                        | Lance Stroll       | Racing Point-BWT Mercedes | 1 min 09 s 536   |                  |                  |
| 18                                                                                        | George Russell     | Williams-Mercedes         | 1 min 10 s 126   |                  |                  |
| 19                                                                                        | Robert Kubica      | Williams-Mercedes         | 1 min 10 s 614   |                  |                  |
| Temps minimal à réaliser pour la qualification : 1 min 13 s 018 (107 % de 1 min 08 s 242) |                    |                           |                  |                  |                  |
| Nq.                                                                                       | Carlos Sainz Jr.   | McLaren-Renault           | Pas de temps     |                  |                  |

### Grille de départ
- Charles Leclerc, auteur du quatrième temps, est pénalisé d'un recul de dix places sur la grille de départ en raison du quatrième changement total de son moteur V6 ; il s'élance de la quatorzième place[10].
- Carlos Sainz Jr., victime d'une perte de puissance dans son premier tour lancé, ne réalise aucun temps lors de la première phase qualificative. Repêché par les commissaires de course, il est autorisé à s'élancer de la dernière place de la grille[11].

## Course

### Classement de la course
| Pos. | no | Pilote             | Écurie                    | Tours | Temps/Abandon                      | Grille | Points |
| ---- | -- | ------------------ | ------------------------- | ----- | ---------------------------------- | ------ | ------ |
| 1    | 33 | Max Verstappen     | Red Bull-Honda            | 71    | 1 h 33 min 14 s 698 (196,843 km/h) | 1      | 25     |
| 2    | 10 | Pierre Gasly       | Toro Rosso-Honda          | 71    | + 6 s 077                          | 6      | 18     |
| 3    | 55 | Carlos Sainz Jr.   | McLaren-Renault           | 71    | + 8 s 896                          | 20     | 15     |
| 4    | 7  | Kimi Räikkönen     | Alfa Romeo-Ferrari        | 71    | + 9 s 452                          | 8      | 12     |
| 5    | 99 | Antonio Giovinazzi | Alfa Romeo-Ferrari        | 71    | + 10 s 201                         | 12     | 10     |
| 6    | 3  | Daniel Ricciardo   | Renault                   | 71    | + 10 s 541                         | 11     | 8      |
| 7    | 44 | Lewis Hamilton     | Mercedes                  | 71    | + 11 s 139 (dont 5 s de pénalité)  | 3      | 6      |
| 8    | 4  | Lando Norris       | McLaren-Renault           | 71    | + 11 s 204                         | 10     | 4      |
| 9    | 11 | Sergio Pérez       | Racing Point-BWT Mercedes | 71    | + 11 s 529                         | 15     | 2      |
| 10   | 26 | Daniil Kvyat       | Toro Rosso-Honda          | 71    | + 11 s 931                         | 16     | 1      |
| 11   | 20 | Kevin Magnussen    | Haas-Ferrari              | 71    | + 12 s 732                         | 9      |        |
| 12   | 63 | George Russell     | Williams-Mercedes         | 71    | + 13 s 599                         | 18     |        |
| 13   | 8  | Romain Grosjean    | Haas-Ferrari              | 71    | + 14 s 247                         | 7      |        |
| 14   | 23 | Alexander Albon    | Red Bull-Honda            | 71    | + 14 s 927                         | 5      |        |
| 15   | 27 | Nico Hülkenberg    | Renault                   | 71    | + 18 s 059 (dont 5 s de pénalité)  | 13     |        |
| 16   | 88 | Robert Kubica      | Williams-Mercedes         | 70    | + 1 tour                           | 19     |        |
| 17   | 5  | Sebastian Vettel   | Ferrari                   | 65    | Accrochage avec Leclerc            | 2      |        |
| 18   | 16 | Charles Leclerc    | Ferrari                   | 65    | Accrochage avec Vettel             | 14     |        |
| 19   | 18 | Lance Stroll       | Racing Point-BWT Mercedes | 65    | Suspension                         | 17     |        |
| Abd. | 77 | Valtteri Bottas    | Mercedes                  | 51    | Moteur                             | 4      |        |

- Lewis Hamilton franchit la ligne d'arrivée en troisième position, battu de 62 millièmes par Pierre Gasly et à six secondes du vainqueur. Il monte sur le podium tout en s'étant pleinement reconnu fautif d'avoir envoyé Alexander Albon en tête-à-queue au soixante-neuvième tour alors qu'il tentait un dépassement pour lui ravir la deuxième place. Une demi-heure après l'arrivée, les commissaires lui infligent une pénalité de cinq secondes qui le rétrograde au septième rang. par voie de conséquence, Carlos Sainz Jr., initialement quatrième, obtient le premier podium de sa carrière[13].

### Pole position et record du tour
- Pole position :  Max Verstappen (Red Bull-Honda) en 1 min 07 s 508 (229,786 km/h)[14].
- Meilleur tour en course :  Valtteri Bottas (Mercedes) en 1 min 10 s 698 (219,418 km/h) au quarante-troisième tour ; le point bonus n'est pas attribué en raison de son abandon au cinquante-et-unième tour[15].

### Tours en tête
- Max Verstappen  (Red Bull-Honda)  : 57 tours (1-21 / 26-44 / 49-53 / 60-71)[16]
- Sebastian Vettel (Ferrari : 8 tours (22-25 / 45-48)
- Lewis Hamilton (Mercedes) : 6 tours (54-59)

## Classements généraux à l'issue de la course
| Pos.     | Pilote             | Écurie                    | Points |
| -------- | ------------------ | ------------------------- | ------ |
| Champion | Lewis Hamilton     | Mercedes                  | 387    |
| 2        | Valtteri Bottas    | Mercedes                  | 314    |
| 3        | Max Verstappen     | Red Bull-Honda            | 260    |
| 4        | Charles Leclerc    | Ferrari                   | 249    |
| 5        | Sebastian Vettel   | Ferrari                   | 230    |
| 6        | Pierre Gasly       | Toro Rosso-Honda          | 95     |
| 7        | Carlos Sainz Jr.   | McLaren-Renault           | 95     |
| 8        | Alexander Albon    | Red Bull-Honda            | 84     |
| 9        | Daniel Ricciardo   | Renault                   | 54     |
| 10       | Sergio Pérez       | Racing Point-BWT Mercedes | 46     |
| 11       | Lando Norris       | McLaren-Renault           | 45     |
| 12       | Kimi Räikkönen     | Alfa Romeo-Ferrari        | 43     |
| 13       | Nico Hülkenberg    | Renault                   | 37     |
| 14       | Daniil Kvyat       | Toro Rosso-Honda          | 35     |
| 15       | Lance Stroll       | Racing Point-Mercedes     | 21     |
| 16       | Kevin Magnussen    | Haas-Ferrari              | 20     |
| 17       | Antonio Giovinazzi | Alfa Romeo-Ferrari        | 14     |
| 18       | Romain Grosjean    | Haas-Ferrari              | 8      |
| 19       | Robert Kubica      | Williams-Mercedes         | 1      |

| Pos.     | Écurie                    | Points |
| -------- | ------------------------- | ------ |
| Champion | Mercedes                  | 701    |
| 2        | Ferrari                   | 479    |
| 3        | Red Bull-Honda            | 391    |
| 4        | McLaren-Renault           | 140    |
| 5        | Renault                   | 91     |
| 6        | Toro Rosso-Honda          | 83     |
| 7        | Racing Point-BWT Mercedes | 67     |
| 8        | Alfa Romeo-Ferrari        | 57     |
| 9        | Haas-Ferrari              | 28     |
| 10       | Williams-Mercedes         | 1      |

## Statistiques
Le Grand Prix du Brésil 2019 représente :
- la 2e pole position de Max Verstappen[19] ;
- la 8e victoire de Max Verstappen, sa troisième de la saison[20] ;
- la 62e victoire de Red Bull Racing[21] ;
- la 75e victoire de Honda en tant que motoriste et son premier doublé depuis Gerhard Berger et Ayrton Senna au Grand Prix du Japon 1991[22],[23] ;
- le 1er podium de Pierre Gasly pour son quarante-sixième départ en Formule 1[24] ;
- le 1er podium de Carlos Sainz Jr. pour son cent-unième départ en Formule 1[25] la plus longue attente pour un pilote qui détrône Martin Brundle de ce record;
- le 3e podium de la Scuderia Toro Rosso[26].

Au cours de ce Grand Prix :
- Pierre Gasly, à  23 ans, 9 mois et 10 jours, devient le plus jeune français à monter sur un podium de Formule 1[27],[28] ;
- Lewis Hamilton passe la barre des 3 400 points inscrits en Formule 1 (3 405 points inscrits)[29] ;
- Avec une moyenne d'âge de 23 ans, 8 mois et 13 jours, le podium du Grand Prix devient le plus jeune de l'histoire de la Formule 1. Le précédent record, au Grand Prix d'Italie 2008, avait une moyenne d'âge de 23 ans, 11 mois et 16 jours[30] ;
- Max Verstappen est élu « Pilote du jour » à l'issue d'un vote organisé sur le site officiel de la Formule 1[31] ;
- Red Bull Racing établit un nouveau record d'arrêt au stand en 1 seconde 82 lors du changement de pneu de Max Verstappen au 21e tour du Grand Prix. Il s'agit de la troisième amélioration du record lors du championnat du monde 2019, après le Grand Prix de Grande-Bretagne et le Grand Prix d'Allemagne[32],[33] ;
- McLaren obtient son 486e podium après une disette de 5 ans, 8 mois et 1 jour (soit 119 Grands Prix) et la présence de Kevin Magnussen et Jenson Button au Grand Prix d'Australie 2014[34] ;
- Emanuele Pirro (37 départs en Grands Prix de Formule 1, 3 points inscrits entre 1989 et 1991 et quintuple vainqueur des 24 Heures du Mans en 2000, 2001, 2002, 2006 et 2007) est nommé conseiller auprès des commissaires de course par la FIA pour les aider dans leurs jugements[35].